# Massaker im Haus von Manuel Carrascalão
Beim Massaker im Haus von Manuel Carrascalão am 17. April 1999 in Dili wurden während der Gewaltwelle im Umfeld des Unabhängigkeitsreferendums in Osttimor mindestens 19 Menschen durch pro-indonesische Milizen (Wanra) sowie indonesische Sicherheitskräfte getötet.

## Hintergrund
Indonesien hielt Osttimor seit 1975 besetzt. Nach dem Fall der Suharto-Diktatur stieg der internationale Druck und Indonesien erklärte sich bereit zur Durchführung eines Unabhängigkeitsreferendums in Osttimor, das von den Vereinten Nationen für den 30. August 1999 vorbereitet wurde. Doch bereits im Vorfeld des Referendums versuchten indonesische Armee, Polizei und Milizen die Bevölkerung einzuschüchtern und verfolgten Unabhängigkeitsbefürworter.
Einer der Unabhängigkeitsaktivisten war Manuel Carrascalão, Sprecher des Conselho Nacional de Resistência Timorense CNRT (Nationaler Widerstandsrat von Timor). Auf dem Gelände seines Wohnhauses in Dili campierten etwa 150 Flüchtlinge aus Liquiçá und Alas, die sich vor dem Terror der Banden aus ihren Dörfern hierher geflüchtet hatten. Carrascalãos Familie hat in Liquiçá eine Fazenda.

## Das Massaker
Vor dem Angriff auf das Haus von Manuel Carrascalão gab es eine Kundgebung von etwa 5000 pro-indonesischen Kämpfern. Auf dieser wurde von Eurico Guterres, dem Führer der Aitarakmiliz dazu aufgerufen, jene zu fangen und zu töten, die gegen eine Integration Osttimors in Indonesien seien. Unter den anwesenden Offiziellen waren auch Provinzgouverneur José Abílio Osório Soares und der Distriktsadministrator von Dili Domingos Soares.
Dann begann ein Marsch durch die Stadt, angeführt von Eurico Guterres, bei dem mehrere Orte angegriffen wurden, bis Carrascalãos Wohnhaus erreicht war und umzingelt wurde. Manuel Carrascalão und seine Tochter Christina versuchten zu diesem Zeitpunkt von Oberst Tono Suratman, dem Kommandanten der Streitkräfte Indonesiens in Osttimor, militärischen Schutz für das Anwesen zu erwirken, aber dieser verwehrte ihn. David Andrews, der irische Außenminister, der zu diesem Zeitpunkt den Oberst besuchte, berichtete, Suratman hätte auf Neutralität der Armee in dem Konflikt bestanden. Durch den folgenden Angriff auf das Haus und die Flüchtlinge starben mindestens 19 Personen, darunter auch Carrascalãos 17-jähriger Sohn Manuel (Manuelito bzw. Manelito). Viele Menschen wurden auch durch Macheten und andere Messer schwer verletzt. An dem Angriff waren neben Aitarak-Mitglieder auch Mitglieder der Miliz Besi Merah Putih (BMP) sowie möglicherweise Mitglieder der indonesischen Armee beteiligt. Zeugen berichten von indonesischen Offizieren, die in Zivilkleidung teilnahmen.
Die Flüchtlinge wurden zum Teil verschleppt. Die Leichen der Opfer wurden nach Maubara, in das Hauptquartier der BMP, gebracht. Dort wurden sie begraben. Im Jahr 2000 wurden sie durch das UNTAET Crime Scene Detachment exhumiert.
Manuel Carrascalão und seine Tochter fanden zunächst in der Residenz von Bischof Belo Zuflucht. Carrascalão floh erst nach Jakarta, dann nach Portugal und kehrte erst im Oktober 1999 nach dem Referendum zur Unabhängigkeit zurück nach Osttimor.

## Juristische Folgen
Im März 2006 bestätigte das Oberste Gericht in Jakarta eine zehnjährige Haftstrafe gegen Eurico Guterres, den damaligen Anführer der Aitarak-Miliz, weil er seine Leute nicht von den Morden abgehalten hatte. Am 5. April 2008 wurde das Urteil gegen Guterres vom Obersten Gericht aufgrund neuer Zeugenaussagen wieder aufgehoben. Da es keine klare Befehlsstruktur in der Miliz gab, könne man Guterres nicht für alle deren Taten verantwortlich machen. Der Richter sprach ihn von allen Beschuldigungen frei. Guterres wurde am 8. April aus dem Gefängnis entlassen.

## Belege
- „Chapter 7.2 Unlawful Killings and Enforced Disappearances“ (PDF; 2,5 MB) aus dem „Chega!“-Report der CAVR (englisch)
- Masters of terror - Eurico Guterres (Memento vom 8. Dezember 2004 im Internet Archive) (englisch)
- Chris McCall: Timor trials open to stiff legal resistance, The Age, 15. März 2002, abgerufen am 5. September 2016.
- Pat Walsh: 10th Commemoration of the Carrascalao Home Masscre, 17. April 2009, abgerufen am 5. September 2016.